# Walter Bonatti
Walter Bonatti (22. června 1930 Bergamo – 13. září 2011 Řím) byl italský horolezec, horský vůdce, cestovatel, novinář, fotograf a spisovatel, průkopník skalního, kombinovaného, zimního a sólového lezení a skialpinismu.

## Horolezectví
V 18 letech přelezl severní stěnu Grandes Jorasses (4. výstup). Dále uskutečnil prvovýstup východní stěnou na známou skalní jehlu Grand Capucin (1951), 1. zimní výstup Cassinovou cestou na Cimu Ovest (1953), sólový prvovýstup na Petit Dru - Bonattiho pilíř (1955), roku 1958 s Carlo Maurim prvovýstup na Gasherbrum IV (7925 m) severovýchodním hřebenem. Šedesátišestidenní skialpinistický přechod Alp od Mt. Caninu (Julské Alpy) po Přímořské Alpy dlouhý 1795 kilometrů.
Roku 1965 první zimní sólovýstup na Matterhorn (4478 m) severní stěnou. Napsal knihu s názvem Hory mého života (Montagne di una vita), další jeho knihou je Velké dny na vrcholu. Dále napsal řadu cestopisných knih. Obdržel mimo jiné ocenění Legion d´Honneur za záchranu dvou spolulezců při nehodě v Alpách. Roku 2009 se stal prvním horolezcem, který obdržel cenu Piolet d'Or za celoživotní přínos horolezectví.

## Expedice na K2
V roce 1954 se stal Bonatti členem italské expedice, která měla za cíl zdolání druhé nejvyšší hory světa K2 (8611 m). Ačkoliv byl Bonatti nejsilnějším členem výpravy, její vůdce Ardito Desio vybral pro vrcholový pokus již téměř čtyřicetiletého veterána Achille Compagnoniho a Lina Lacedelliho. Bonatti a výškový nosič Amir Mehdi měli pouze vynést kyslíkové lahve do vrcholového tábora. Na domluvené místo v 8100 metrech se dostali až za stmívání, tábor zde však nenašli. Oba začali na své společníky volat načež z vyšších partií hory odpověděl Compagnoni, aby nechali lahve na místě a sestoupili. Bonatti se mu snažil vysvětlit, že po tmě nepřipadá sestup v úvahu, Compagnoni ani Lacadelli se už neozvali. Nakonec se s Mehdim rozhodli přečkat na místě noc bez stanu a za svítání sestoupit. Mehdi následkem tohoto nouzového bivaku silně omrzl a přišel o prsty na nohou. Compagnoni a Lacadelli nakonec použili kyslíkové lahve k úspěšnému prvovýstupu.

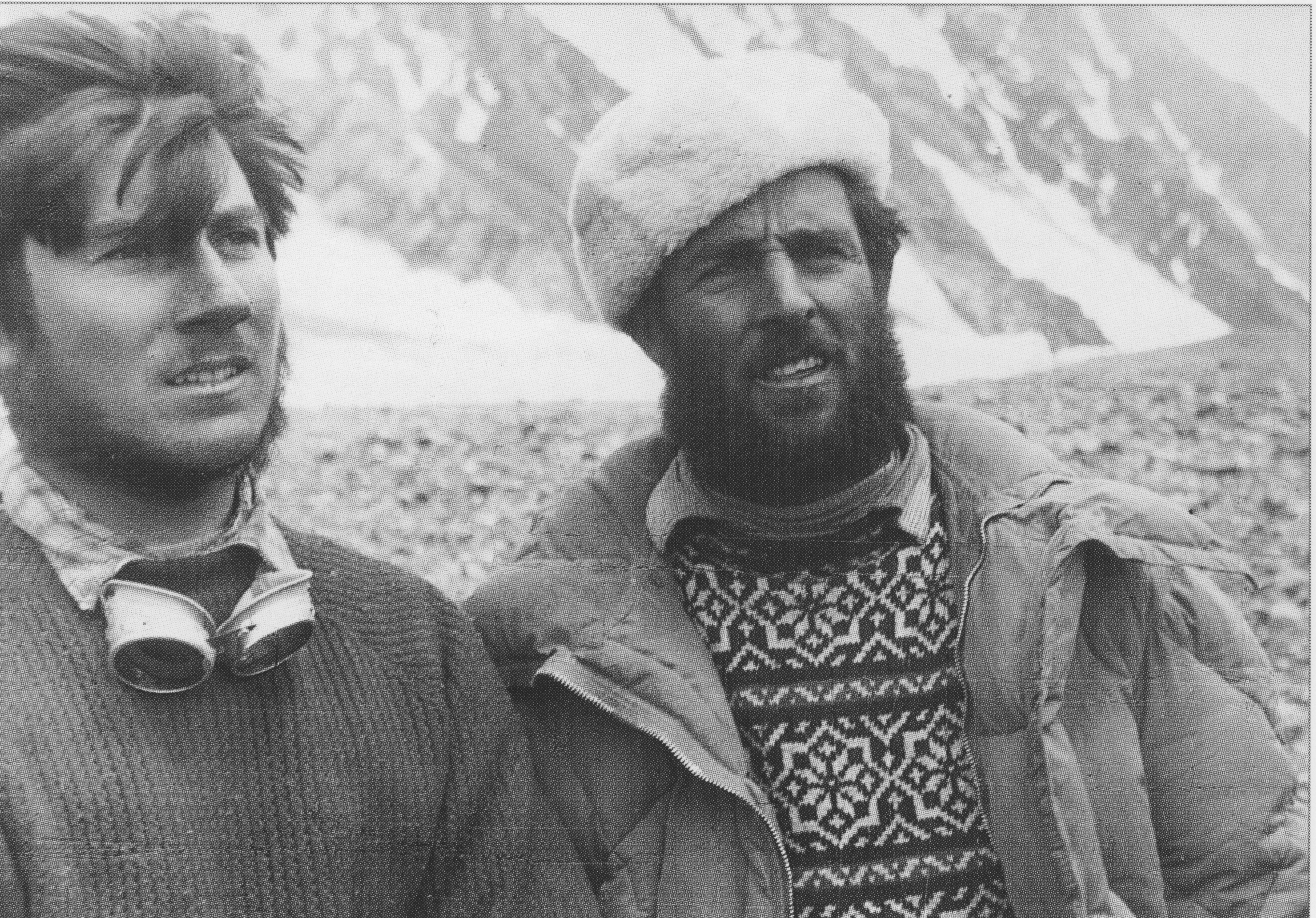
Bonatti (vlevo) během výpravy na K2 v roce 1954

Po návratu do vlasti Bonatti obvinil Compagnoniho z úmyslného přemístění tábora. Údajně nechtěl dopustit, aby se na vrchol dostal i on, jelikož do té doby nevyužil přídavný kyslík a jeho výkon by tak zastínil ten Compagnoniho. Compagnoni i Lacadelli tato nařčení odmítli. Tábor postavili víš údajně kvůli převislému séraku. V roce 1964 Bonatti úspěšně žaloval novináře, který vydal rozhovor s Compagnonim. V něm Bonattiho obvinil, že ohrozil výpravu tím, že v noci vypotřeboval kyslík a zanechal Mehdiho samotného, aby se sám pokusil o výstup. Bonatti poukázal na vrcholové fotografie na kterých Compagnoni i Lacadelli mají kyslíkový přístroj, naopak jemu ve výbavě maska nezbytná k jeho použití chyběla. Kvůli soudu bylo zajištěno i svědectví Mehdiho, který sice vyloučil, že by ho Bonatti opustil, potvrdil však, že původně mluvil o svém plánu neuposlechnout vedení výpravy a pokusit se o útok na vrchol. Bonatti dále kritizoval fakt, že italský horolezecký svaz informace o incidentu záměrně zatajil. Kritikou slavného prvovýstupu si Bonatti znepřátelil lezeckou komunitu natolik, že se v roce 1965 raději rozhodl ukončit svou kariéru. S Compagnionim a Lacadellim se nikdy neusmířil. V roce 2004 Lacadelli ve své knize poprvé podpořil Bonattiho tvrzení. Na základě nových zjištění až v roce 2007 horolezecký svaz uznal Bonattiho verzi událostí.

## Významné výkony
- Oblast Mont Blanc, Gran Capucin, prvovýstup V stěnou (1951)
- Dolomity, Cima Ovest, 1. zimní výstup Cassinovou cestou (1953)
- Oblast Mont Blanc, Petit Dru, sôlo prvovýstup JZ pilířem, Bonattiho pilíř (1955)
- Skialpinistický přechod masivu celých Alp (1956)
- Oblast Mont Blanc, Grand Pilier d'Angle, prvovýstup
- První výstup na 4 vrcholy v Patagonii
- Gasherbrum IV, prvovýstup (1958)
- Oblast Mont Blanc, Pilier Rouge du Broullard, prvovýstup (1959]
- Oblast Mont Blanc, Chandelle tu Tacul, zimní výstup V stěnou (zima 1960)
- Oblast Mont Blanc, Mont Blanc, stěna Brenva, Setninelle Rouge,1 zimní výstup (1961)
- Andy, Rondoy, prvovýstup S pilířem (1961)
- Oblast Mont Blanc, Grand Pilier d'Angle, prvovýstup S stěnou (1962)
- Oblast Mont Blanc, Grandes Jorasses, 1. zimní výstup Walkerovým pilířem
- Matterhorn, zimní sólo prvovýstup v S stěně (1965)

## Dílo
- Le Mie Montagne (My Mountains), Walter Bonatti, Bologna: Zanichelli, 1961
- I Giorni Grandi (The Great Days), Walter Bonatti, Verona: Arnoldo Mondadori Editore, 1971
- Magia del Monte Bianco (Magic of Mont Blanc), Walter Bonatti, Como: Massimo Baldini Editore, 1984
- Processo al K2 (Trial on K2), Walter Bonatti, Como: Massimo Baldini Editore, 1985
- La Mia Patagonia (My Patagonia), Walter Bonatti, Como: Massimo Baldini Editore, 1986
- Un Modo di Essere (A way of Living), Walter Bonatti, Milan: dall'Oglio Editore, 1989
- K2-Storia di un Caso (K2 - The Story of a Court Case), Walter Bonatti, Bergamo: Ferrari Editrice, 1995
- Montagne di Una Vita (Mountains of a Life), Walter Bonatti, Milan: Baldini & Castoldi, 1995, český překlad Hory mého života, Altituda 2005, ISBN 80-86743-04-7 [2].
- K2-Storia di un Caso (K2 - The Story of a Court Case), Walter Bonatti, 2d ed. Milan: Baldini & Castoldi, 1996
- In terre lontane, Walter Bonatti, Baldini & Castoldi, Milano, 1998 [1st ed 1997]
- The Mountains of my Life, Walter Bonatti, Modern Library, 2001. ISBN 0-375-75640-X
- K2. La verità. 1954-2004, Walter Bonatti, 2005, Baldini Castoldi Dalai editore. ISBN 88-8490-845-0.
- K2. Lies and Treachery, Robert Marshall, 2009, Carreg Ltd. UK. ISBN 978-0-9538631-7-4.